# Cantón de Saint-Ambroix
El cantón de Saint-Ambroix era una división administrativa francesa, que estaba situada en el departamento de Gard y la región de Languedoc-Rosellón.

## Composición
El cantón estaba formado por dieciséis comunas:
- Allègre-les-Fumades
- Bouquet
- Courry
- Les Mages
- Le Martinet
- Meyrannes
- Molières-sur-Cèze
- Navacelles
- Potelières
- Saint-Ambroix
- Saint-Brès
- Saint-Denis
- Saint-Florent-sur-Auzonnet
- Saint-Jean-de-Valériscle
- Saint-Julien-de-Cassagnas
- Saint-Victor-de-Malcap

## Supresión del cantón de Saint-Ambroix
En aplicación del Decreto nº 2014-232 de 24 de febrero de 2014, el cantón de Saint-Ambroix fue suprimido el 22 de marzo de 2015 y sus 16 comunas pasaron a formar parte; quince del nuevo cantón de Rousson y una del nuevo cantón de Alès-2.